# Jajapur
Jajapur é uma cidade e um município no distrito de Jajapur, no estado indiano de Orissa.

## Demografia
Segundo o censo de 2001, Jajapur tinha uma população de 32,209 habitantes. Os indivíduos do sexo masculino constituem 52% da população e os do sexo feminino 48%. Jajapur tem uma taxa de literacia de 75%, superior à média nacional de 59.5%: a literacia no sexo masculino é de 80% e no sexo feminino é de 69%. Em Jajapur, 11% da população está abaixo dos 6 anos de idade.